# Sint-Willibrorduskerk (Eisden)

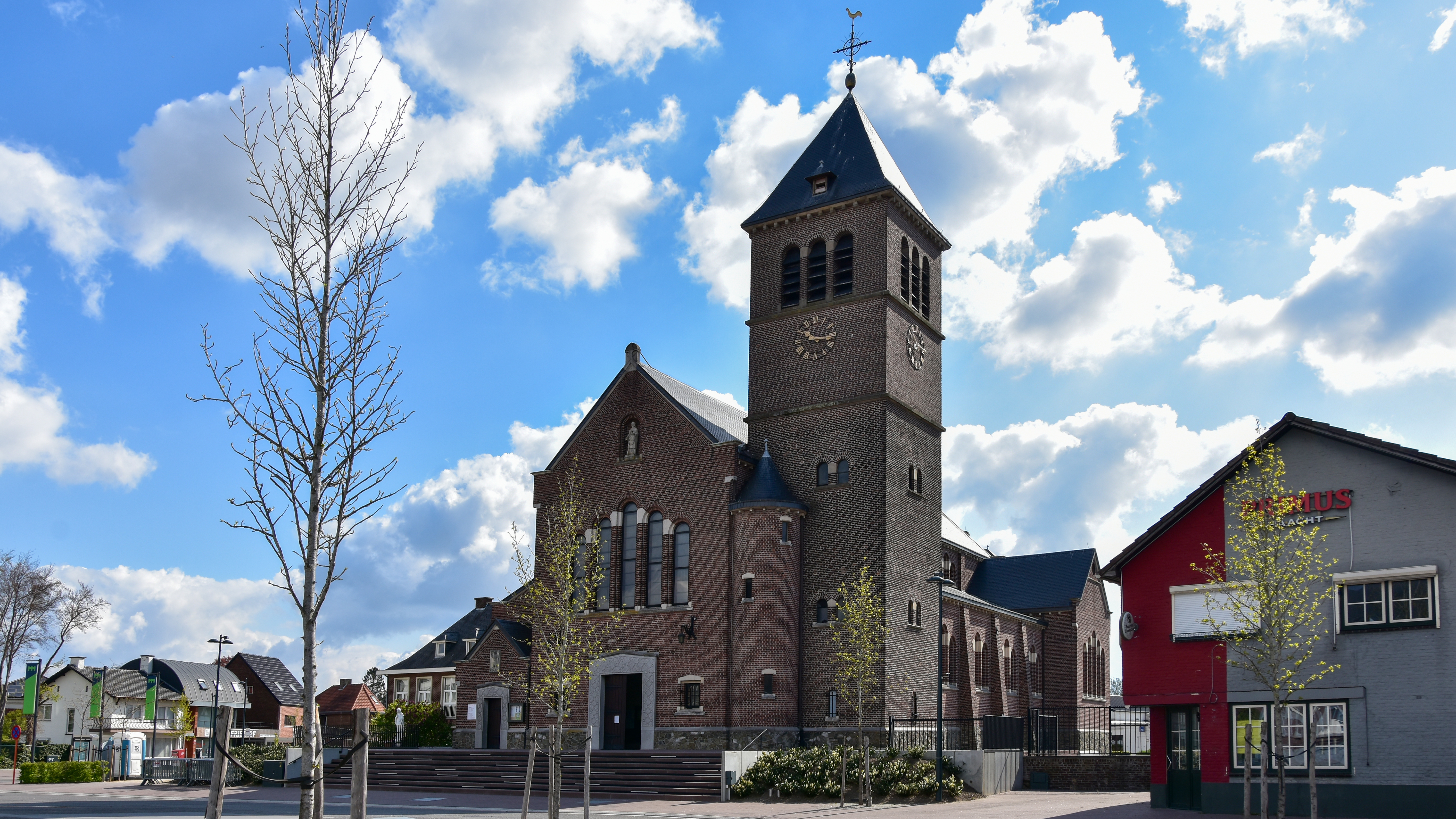
Sint-Willibrorduskerk

De Sint-Willibrorduskerk is de parochiekerk van Eisden, die zich bevindt aan het Vrijthof te Eisden-Dorp.

## Geschiedenis
De parochie is waarschijnlijk ontstaan vanuit de 8e-eeuwse kapel van Mulheim. De voorganger van de huidige kerk was een 13e-eeuws romaans kerkje. Van 1929-1933 werd een nieuwe, neoromaanse, bakstenen kerk gebouwd, ontworpen door architect Karel Gessler uit Maaseik. De romaanse toren bleef behouden en werd in 1952 met twee geledingen verhoogd tot 22 meter.

## Meubilair
In de kerk vindt men een 12e-eeuws doopvont, afkomstig uit de kapel van Mülheim. Verder is er een apostelbalk uit de 15e eeuw, een hardstenen gotisch wijwatervat, eveneens uit de 15e eeuw, een Sint-Willibrordusbeeld in gepolychromeerd hout van omstreeks 1600, en een Anna te Drieën uit de eerste helft van de 16e eeuw. Uit eind 16e eeuw is een beeld van een engel met de passiewerktuigen. Uit de 1e helft van de 17e eeuw is er een deel van een retabel dat de Aanbidding der herders voorstelt. Een eiken beeld van Johannes in disco is uit de 15e eeuw. Uit de 1e helft van de 16e eeuw is een retabel dat de Onbevlekte Ontvangenis van Maria voorstelt en dat voorzien is van het wapenschild van de familie De Geloes.
Het hoofdaltaar is neoromaans.

## Galerij

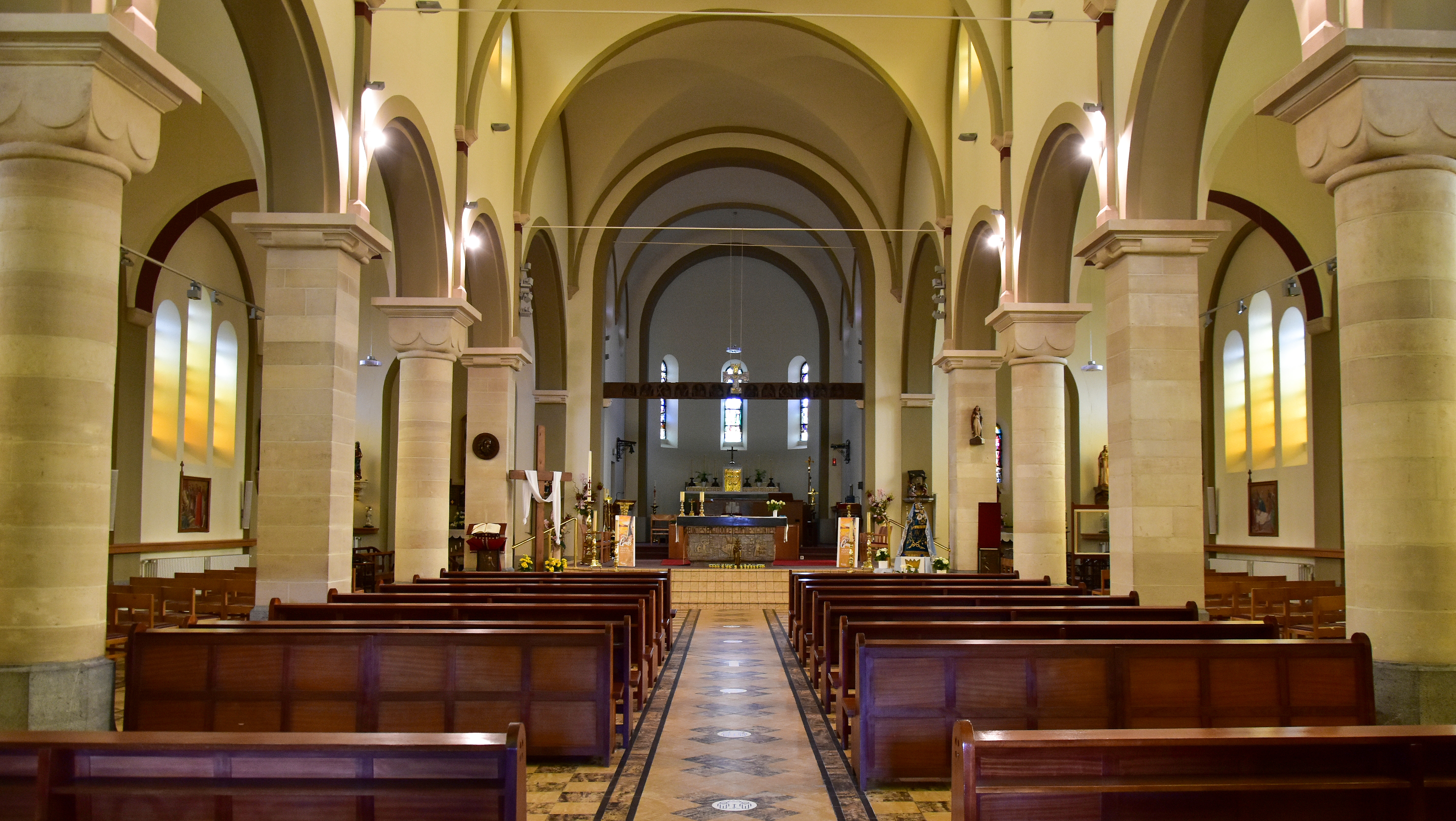
Kerkschip
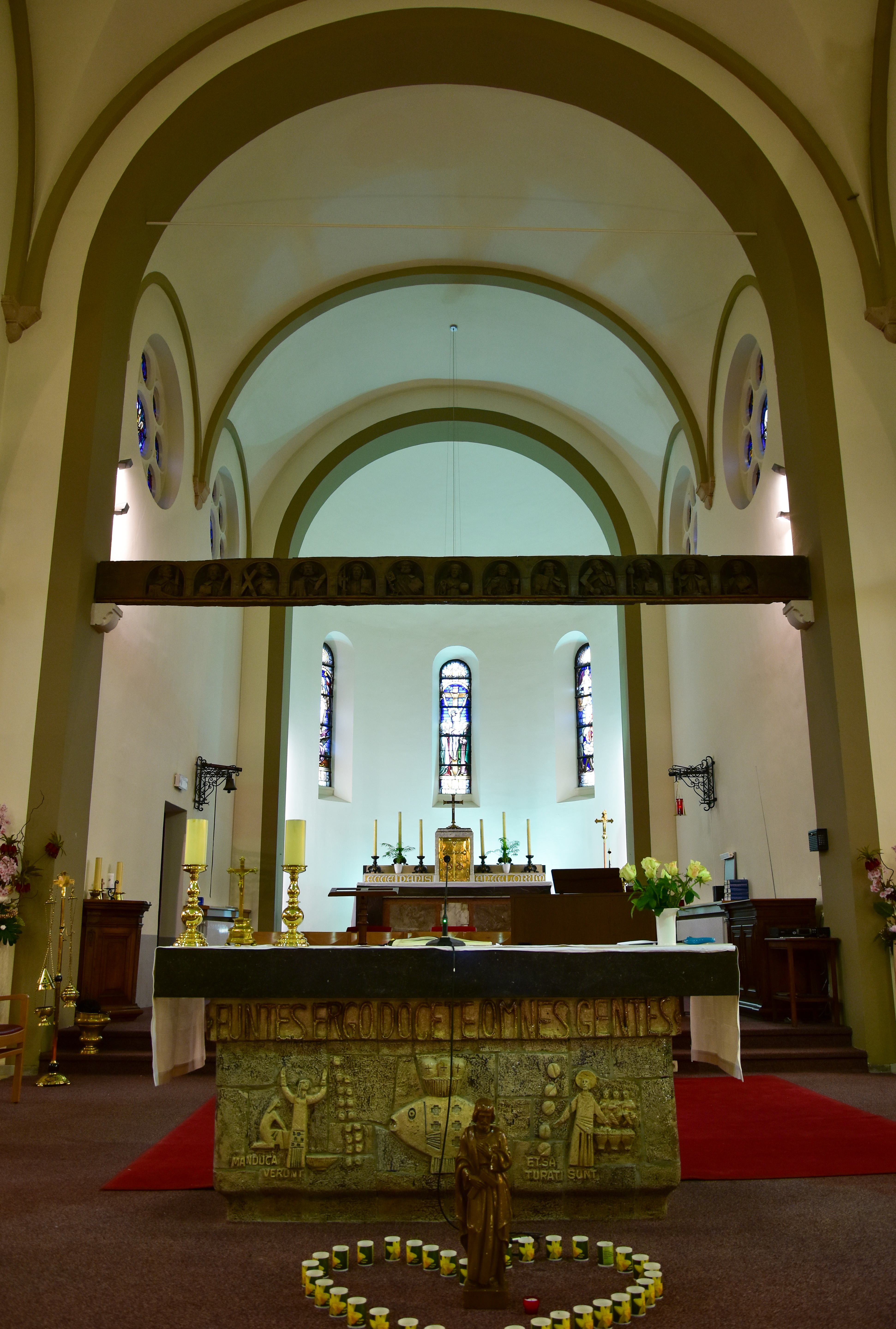
Hoogaltaar
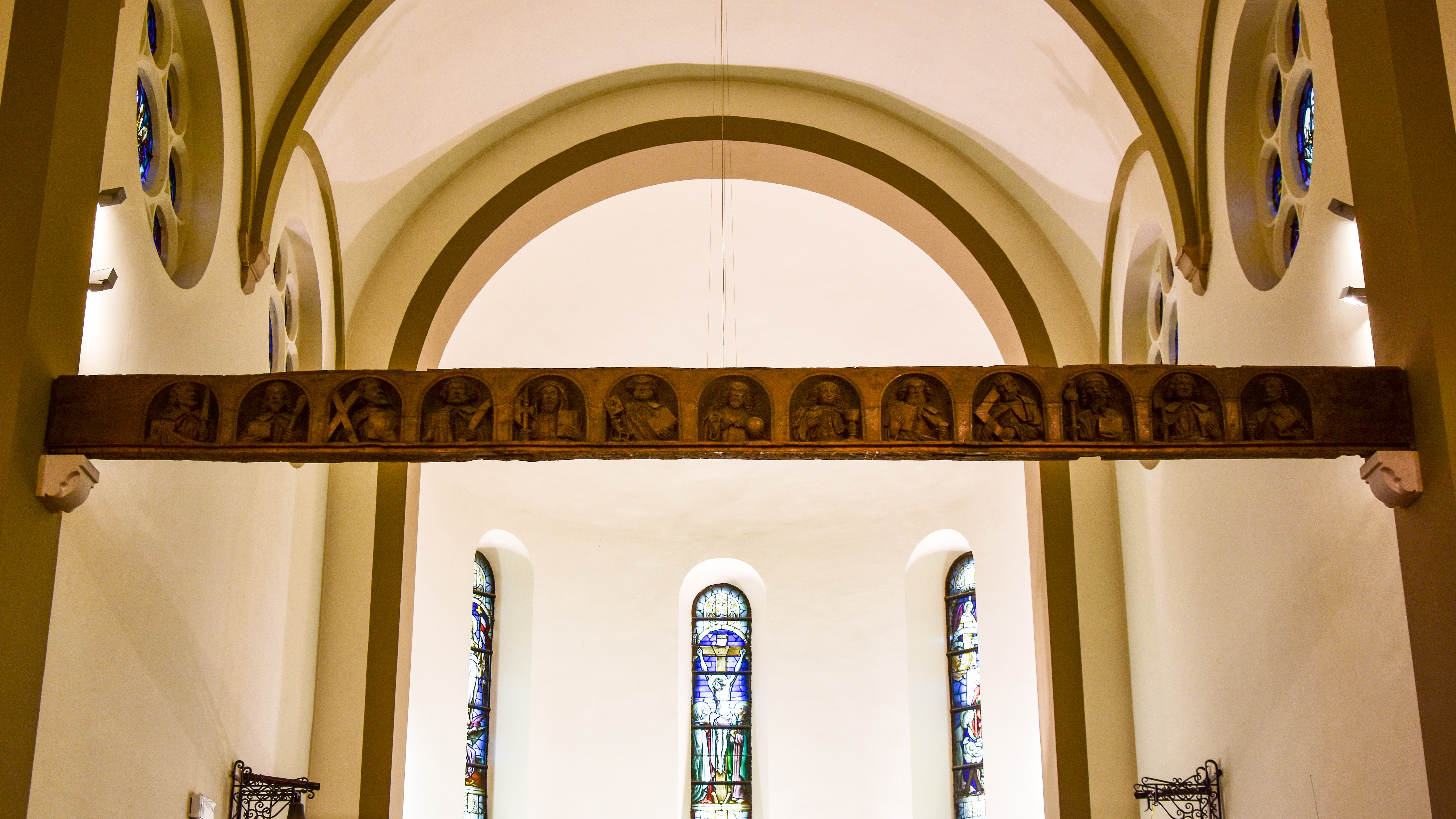
Apostelbalk
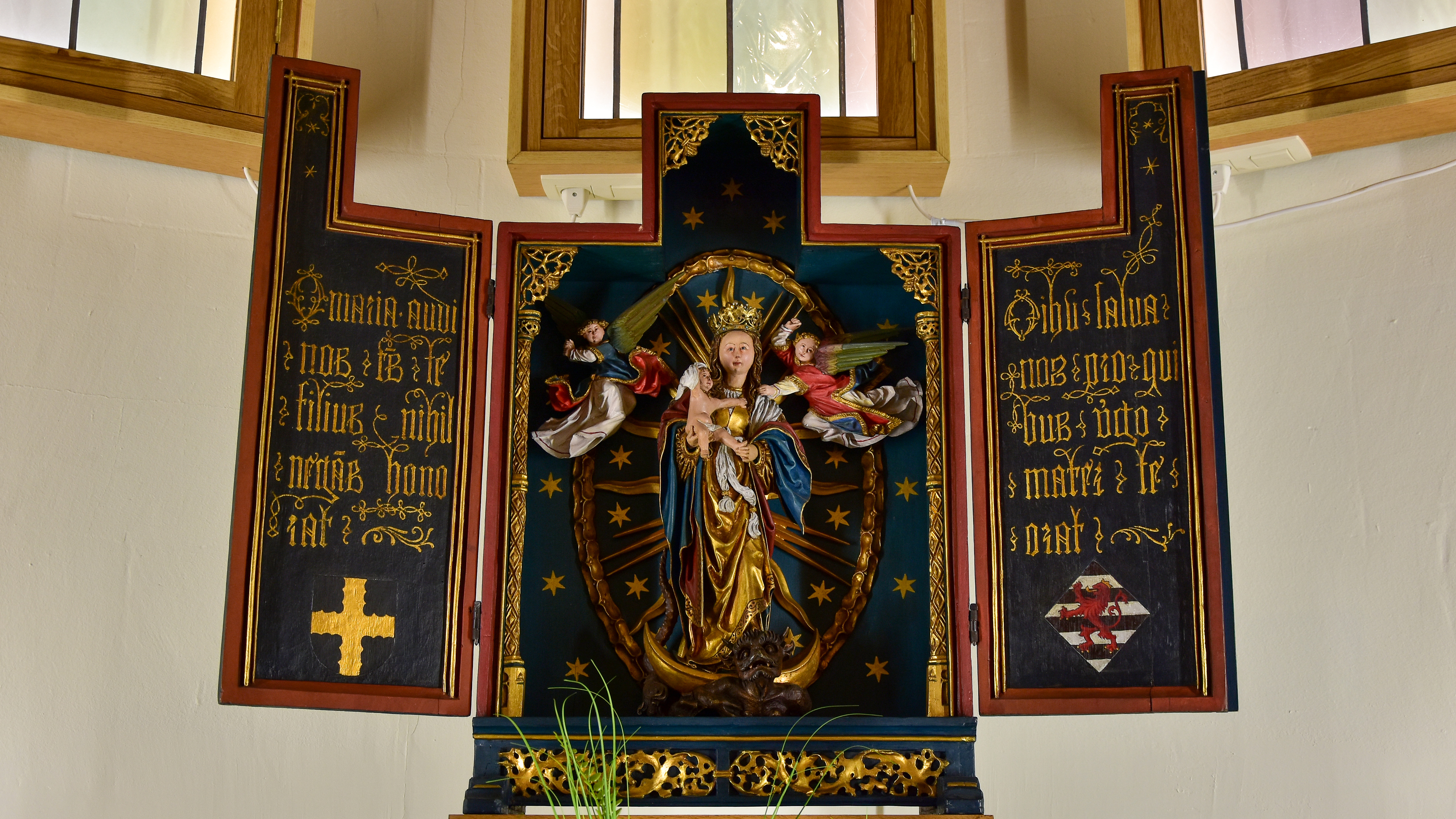
Retabel met wapenschild familie De Geloes
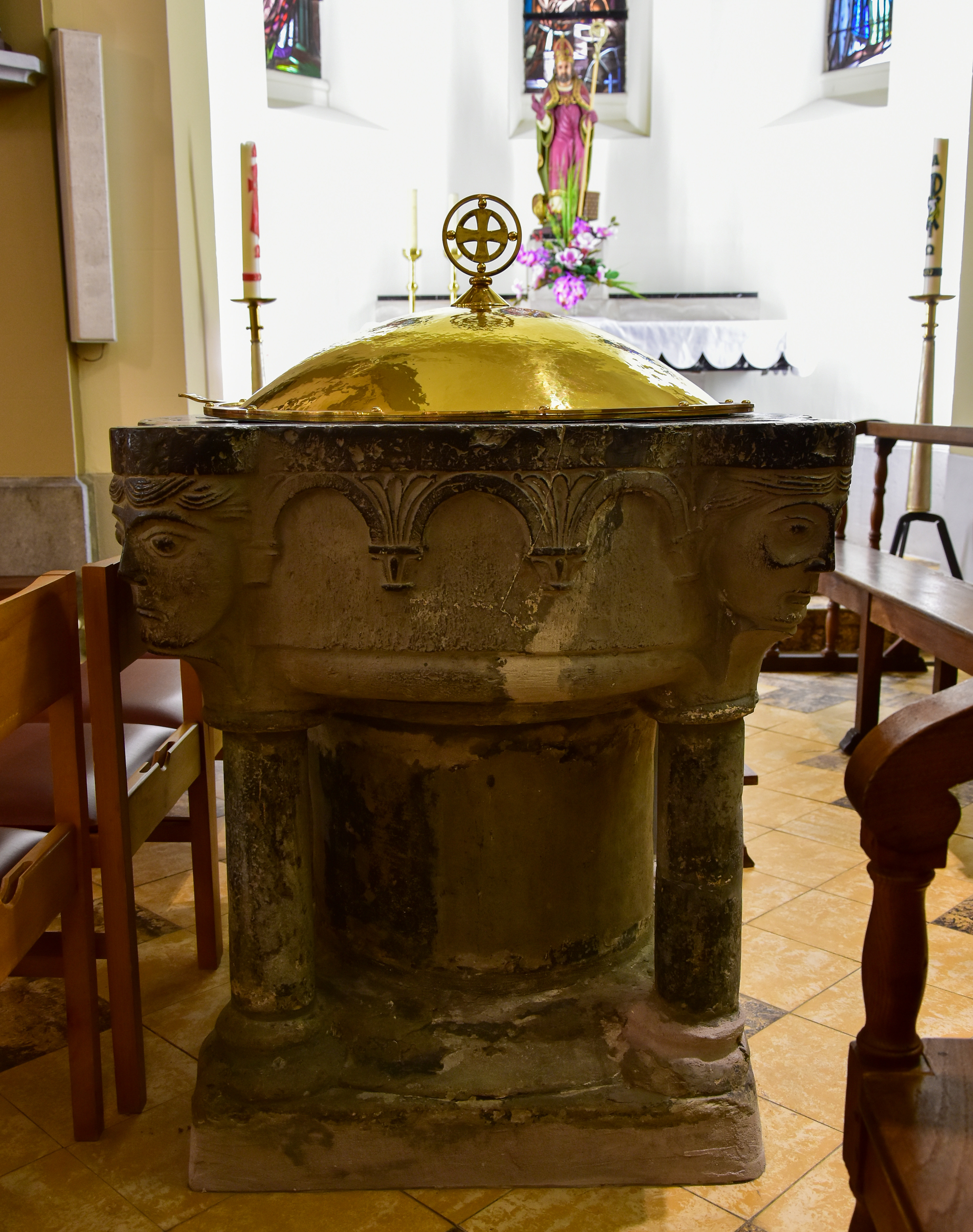
Doopvont uit Mulheim